# بهشت أباد (شبخوسلات)
بهشت أباد (بالفارسية: بهشت‌آباد) هي قرية تقع في إيران في قسم شبخوسلات الريفي. يقدر عدد سكانها بـ 64 نسمة .